# Diablo (sorozat)
A Diablo egy akció-szerepjáték műfajú videójáték-sorozat a Blizzard Entertainment-től. 2008. június 28-án a sorozat tagjai 18.5 millió példányszámban kelt el világszerte.
A sorozat tagjai:
- 1996 – Diablo – a sorozat legelső része
  - 1997 – Diablo: Hellfire – nem hivatalos kiegészítő csomag a Diablo-hoz
- 2000 – Diablo II – a sorozat második része
  - 2001 – Diablo II: Lord of Destruction – hivatalos kiegészítő csomag a Diablo II-höz
- 2012 – Diablo III – a sorozat harmadik része
  - 2014 – Diablo III: Reaper of Souls – hivatalos kiegészítőcsomag a Diablo III-hoz